# Petra Holešínská
Petra Holešínská (* 12. března 1997 Vracov) je česká profesionální basketbalistka hrající na pozici rozehrávačky. V současnosti působí v tureckém klubu Emlak Konut SK v nejvyšší turecké soutěži. Měří 178 cm a je členkou české basketbalové reprezentace.

## Osobní život
Petra Holešínská před basketbalem hrávala tenis, mezi její oblíbené sporty kromě basketbalu patří volejbal. Jako svůj vzor označuje amerického basketbalistu Stephena Curryho. Hovoří česky, anglicky a španělsky. 

## Mládežnická kariéra
Holešínská začínala s basketbalem v klubu Jiskra Kyjov. Od střední školy hrála za brněnský klub BK SŠMH Brno, který je mládežnickým týmem pro BK Žabiny Brno.

#### Mládežnické úspěchy
- Mistryně České republiky U15 (2011-12)
- Mistryně České republiky U17 (2012-13) – MVP a All Stars
- Mistryně České republiky U19 (2013-14)

#### Reprezentační úroveň
Ve věku 16 let se začala prosazovat v mládežnických reprezentacích České republiky:
- ME U16 (2013) – stříbrná medaile
- EYOF U16 (2013) – zlatá medaile
- MS U17 (2014) – 4. místo
- ME U18 (2015) – 6. místo
- MS 3x3 (2015) – účast

## Seniorská klubová kariéra
V sezonách 2014–15 a 2015–16 nastoupila za BK Žabiny Brno k 31 zápasům v nejvyšší ženské české soutěži.

### Univerzitní kariéra

#### University of Illinois (2016–2020)
V roce 2016 odešla Holešínská z BK Žabiny Brno do Spojených států, kde nastoupila na University of Illinois. Studovala marketing a současně hrála za univerzitní basketbalový tým Fighting Illini. 
Celou sezónu 2018–19 vynechala kvůli zranění kolena. 
V sezóně 2019–20 se po návratu ze zranění se stala nejlepší střelkyní týmu s průměrem 12,6 bodu na zápas. Byla oceněna jako čestná zmínka All-Big Ten a zařazena do All-Big Ten Academic týmu.

#### University of North Carolina (2020–2021)
Po absolvování Illinois s titulem z marketingu se Holešínská rozhodla přestoupit na University of North Carolina v Chapel Hill, kde studovala magisterský program Educational Innovation, Technology and Entrepreneurship. Výběr této univerzity byl symbolický, protože se jedná o alma mater legendárního Michaela Jordana. 

### Profesionální kariéra
Po dokončení studia na UNC absolvovala Holešínská kemp před sezonou WNBA s týmem Chicago Sky, nakonec ale smlouvu pro sezonu nevybojovala a rozhodla se pro návrat do Evropy. 

#### Ceglédí KK (2021–2022)
Svou evropskou profesionální kariéru zahájila Holešínská v maďarském týmu Ceglédí KK. 

#### CB Gran Canaria (2022–2023)
V první sezóně ve španělské lize v týmu CB Gran Canaria se stala nejlepší střelkyní soutěže s průměrem 20 bodů na zápas a úspěšností trojek 47,3 %. V průměru hrála 35 minut na zápas.

#### Casademont Zaragoza (2023–2024)
Po úspěšné sezóně si Holešínská vyjednala přestup do týmu Casademont Zaragoza, kde si poprvé zahrála Euroligu. V 35 zápasech průměrovala 7,2 bodu na zápas. S týmem došla do semifinále španělské ligy, kde nestačili na pozdějšího mistra Valencii, a do čtvrtfinále Euroligy. V týmu ale dále nepokračovala.

#### Hozono Global Jairis (2024–2025)
V posledním španělském angažmá v týmu Hozono Global Jairis hrála Holešínská EuroCup, kde se stala nejlepší střelkyní soutěže s průměrem 24,5 bodu na zápas. 

#### Emlak Konut SK (od 2025)
V červnu 2025 během mistrovství Evropy se prostřednictvím oficiálních dokumentů FIBA prozradil Holešínské přestup do tureckého klubu Emlak Konut SK. "Klub ještě oficiálně neoznámil, kam jdu, takže vám to ještě neprozradím," řekla tehdy novinářům, ale na oficiální soupisce od FIBA už figurovala jako hráčka istanbulského týmu. "Nevím, jestli si toho nevšimli. U FIBA se pojišťují platy, které mají hráčky na příští sezonu. Tím se to nějak provalilo," vysvětlila situaci s úsměvem. 

## Seniorská reprezentační kariéra
Holešínská je od roku 2021 členkou české basketbalové reprezentace žen. 
Seniorské reprezentační turnaje:
- ME žen 2023 – 7. místo
- ME žen 2025 – 6. místo